# Neba
Neba (根羽村, Neba-mura) est un village du district de Shimoina, dans la préfecture de Nagano au Japon.

## Géographie

### Démographie
Au 1er juin 2016, la population de Neba s'élevait à 944 habitants répartis sur une superficie de 89,97 km2.